# Myza sarasinorum
Myza sarasinorum là một loài chim trong họ Meliphagidae.